# Dichichthys albimarginatus
Dichichthys albimarginatus is een grondhaaiensoort uit de familie Dichichthyidae. De wetenschappelijke naam van de soort werd voor het eerst geldig gepubliceerd in 2007 door Bernard Séret en Peter Robert Last.